# Wear
Wear – rzeka w północno-wschodniej Anglii, na terenie hrabstw Durham i Tyne and Wear.
Źródła rzeki znajdują się w Górach Pennińskich, nieopodal wsi Wearhead na północno-zachodnim skraju hrabstwa Durham. Rzeka płynie początkowo w kierunku wschodnim i północno-wschodnim, w okolicach miasta Bishop Auckland zmienia kierunek na północny do północno-wschodniego i przepływa przez miasta Durham oraz Chester-le-Street. W dolnym biegu, już na terenie Tyne and Wear, rzeka ponownie skręca na wschód, przepływając przez Washington. Ujście rzeki do Morza Północnego znajduje się w mieście Sunderland.
Dolina rzeki do końca XX wieku była obszarem wydobycia węgla kamiennego.